# 제니퍼 오닐
제니퍼 오닐(Jennifer O'Neill, 1948년 2월 20일 ~ )은 미국의 배우, 모델, 작가이다.

## 출연 작품
- 둔비 (2013)
- 라스트 온스 오브 커리지 (2012)
- 빌리 그레이엄 목사의 어린 시절 (2008)
- 타임 체인저 (2002)
- 더 프린스 앤 더 서퍼 (1999)
- 라이드 (1997)
- 사관과 신사 (1995)
- 의혹의 덫 (1994, Discretion Assured)
- 커버 걸 킬러 (1993)
- 위험한 침입자 (1992)
- 와일드 엔젤 (1992, Bad Love)
- 사랑의 본능 (1992)
- 커밋티드 (1991)
- 죽음의 유혹 (1990)
- 데드 체이스 (1985)
- 스캐너스 (1981)
- 강철의 사나이 (1980)
- 포스 오브 원 (1979)
- 풍운의 캐러밴 (1978)
- 사이킥 (1977)
- 순수한 사람들 (1976)
- 그의 입 속의 꽃 (1975)
- 레이디 아이스 (1973)
- 캐리 트리트먼트 (1972)
- 서치 굿 프렌즈 (1971)
- 42년의 여름 (1971)
- 리오 로보 (1970)
- 포 러브 오브 아이비 (1968)

### 텔레비전
- 특수공작원 아이언맨 (1984-85)